# Andrew Thanya-anan Vissanu
Andrew Thanya-anan Vissanu (* 20. Januar 1959 in Nakhon Pathom, Thailand) ist ein römisch-katholischer Geistlicher.

## Leben
Andrew Thanya-anan Vissanu empfing nach seiner theologischen Ausbildung am 18. Mai 1986 in Bangkok das Sakrament der Priesterweihe. Anschließend studierte er an der römischen Päpstlichen Diplomatenakademie und trat in den Diplomatischen Dienst des Heiligen Stuhls ein. Er war an den Apostolischen Nunitaturen in Sudan, Marokko, Griechenland, Indien, Japan, Irland und Indonesien tätig. Er wurde zum Monsignore ernannt.
Papst Benedikt XVI. ernannte ihn am 1. Juni 2008 zum Untersekretär des Päpstlichen Rates für den Interreligiösen Dialog.
Seit 2012 ist er stellvertretender Generalsekretär der Bischofskonferenz von Thailand.